# セレナード (グノー)
「セレナード」（Sérénade）は、ヴィクトル・ユーゴー作詞、シャルル・グノー作曲の1857年の独唱曲。多くの編曲でも知られる。日本語に翻訳された「夜の調べ」の題でも知られる。

## 概要
セレナードは独唱とピアノ伴奏のための曲で、ハーモニウムまたはヴァイオリンを加えてもよい。
歌詞はヴィクトル・ユーゴーの1833年の戯曲『マリー・チュードル』の中の歌に由来する。原作では6番まであるがグノーは最初の3番までに曲をつけている。若い愛人と座る男の情調がたたえられている。
曲はヘ長調 Moderato quasi Allegretto、6⁄8拍子。伴奏はマンドリン風で、3番の終わりの装飾のみが少し異なる。
1857年に出版された歌曲集『子供向けの15のメロディー』の第4曲に含まれる。1863年に出版された『20のメロディー 第1巻』の第10曲にも収録されている（「アヴェ・マリア」は第3曲）。曲はルフェビュール＝ヴェリー夫人に献呈されている。なお楽譜にはEdmond de La Chauvinière作詞と記されている。
グノー自身による管弦楽版やピアノとヴァイオリンまたはチェロ版、ピアノ独奏版の編曲も行っている。ピアノとヴァイオリンまたはチェロの編曲に伴いト長調に移調している。また、花の歌などで有名なドイツの作曲家グスタフ・ランゲもこの曲をピアノ独奏版に編曲している（ピアノとヴァイオリンまたはチェロ版と同様、編曲の際にト長調に移調している）。

## 日本語訳
日本では明治時代に近藤朔風によって「あはれゆかしき歌の調べ」ではじまる「夜の調べ」として翻訳され、戦前の愛唱曲のひとつだった。堀内敬三編『名曲の案内』（1956年）には「日本では「夜の調べ」の別名で約五十年前に愛唱し始められたもので、いわば日本の初期声楽界の一つのクラシックになっている。」と記述されている。戦後も1975年まで高等学校の音楽の教科書に載せられていた。